# Drapeau de Saint-David

Le drapeau de Saint-David.

Le drapeau de Saint-David (en gallois Baner Dewi Sant) représente une croix jaune sur fond noir et est l'un des drapeaux du Pays de Galles.

## Origine
Le nom du drapeau renvoie à saint David de Ménevie, saint patron du Pays de Galles. Il reprend les couleurs du Diocèse de Saint David's.

## Utilisation

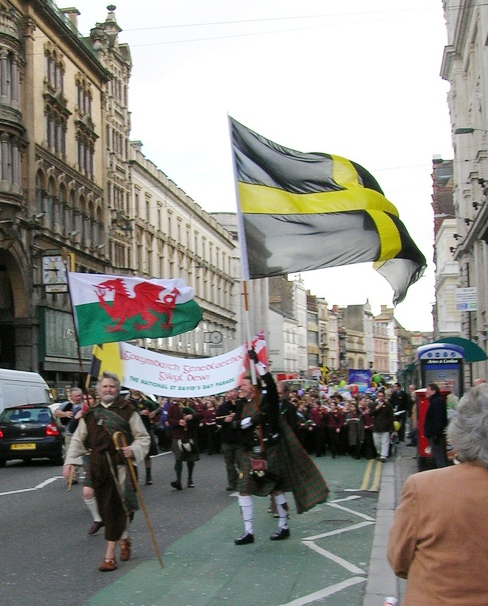
Drapeau de Saint-David (à droite) lors de la Saint-David, fête nationale galloise.

Le drapeau est arboré aux côtés du Dragon rouge lors de la fête de la Saint-David.